# Jean Ravelonarivo
Jean Ravelonarivo (ur. 1959) – madagaskarski polityk. premier od 17 stycznia 2015 roku. Członek partii Nowe Siły dla Madagaskaru (malg. Hery Vaovao hoan’i Madagasikara, HVM).